# Radio Popular ONDA Boavista/Saison 2015
Dieser Artikel listet Erfolge und Fahrer des Radsportteams Rádio Popular ONDA Boavista in der Saison 2015 auf.

## Zugänge – Abgänge
| Zugänge          | Team 2014 | Abgänge         | Team 2015         |
| ---------------- | --------- | --------------- | ----------------- |
| Samuel Magalhães | Neoprofi  | Carlos Carneiro | Anicolor-Mortagua |
| David Rodrigues  | Neoprofi  | Gonçalo Amado   | Unbekannt         |
|                  |           | Fábio Mansilhas | Unbekannt         |

## Mannschaft
| Name                 | Geburtstag         | Nationalität |
| -------------------- | ------------------ | ------------ |
| Nuno Bico            | 3. Juli 1994       | Portugal     |
| Ricardo Ferreira     | 21. September 1992 | Portugal     |
| Frederico Figueiredo | 25. Mai 1991       | Portugal     |
| César Fonte          | 10. Dezember 1986  | Portugal     |
| Samuel Magalhães     | 5. September 1992  | Portugal     |
| David Rodrigues      | 10. Juli 1991      | Portugal     |
| Virgilio dos Santos  | 29. Mai 1976       | Portugal     |
| Daniel Silva         | 8. Juni 1985       | Portugal     |
| Célio Sousa          | 31. März 1987      | Portugal     |
| Rui Sousa            | 17. Juli 1976      | Portugal     |